# Fauler Pelz (Kino)
Das Kino Fauler Pelz in der Zwingerstraße 18 in Heidelberg, einer Stadt im nördlichen Baden-Württemberg, wurde 1952 eröffnet und 1980 geschlossen.
Das Kino in einem Gebäude der Stadt Heidelberg hatte 320 Plätze. Der ungewöhnliche Name leitet sich von dem alten Gewannnamen Fauler Pelz ab (siehe auch Gefängnis Heidelberg, genannt Fauler Pelz). Ab 1955 war das Kino Mitglied in der Gilde deutscher Filmtheater. 
Ab 1972 stellte der neue Pächter das Programm auf Filmkunst um. Auch der Filmclub Heidelberg zeigte hier regelmäßig Filme. In den letzten Jahren gab es eine tägliche Spätvorstellung unter dem Namen Känguruh, die großen Erfolg hatte.
Nachdem die Stadt Heidelberg den Mietvertrag kündigte und unakzeptable Bedingungen für einen Weiterbetrieb stellte, wurde der Kinobetrieb eingestellt. 